# 細川町増田
細川町増田（ほそかわちょうますだ）は、兵庫県三木市にある大字。旧・美嚢郡細川村大字増田。郵便番号は673-0704。

## 地理

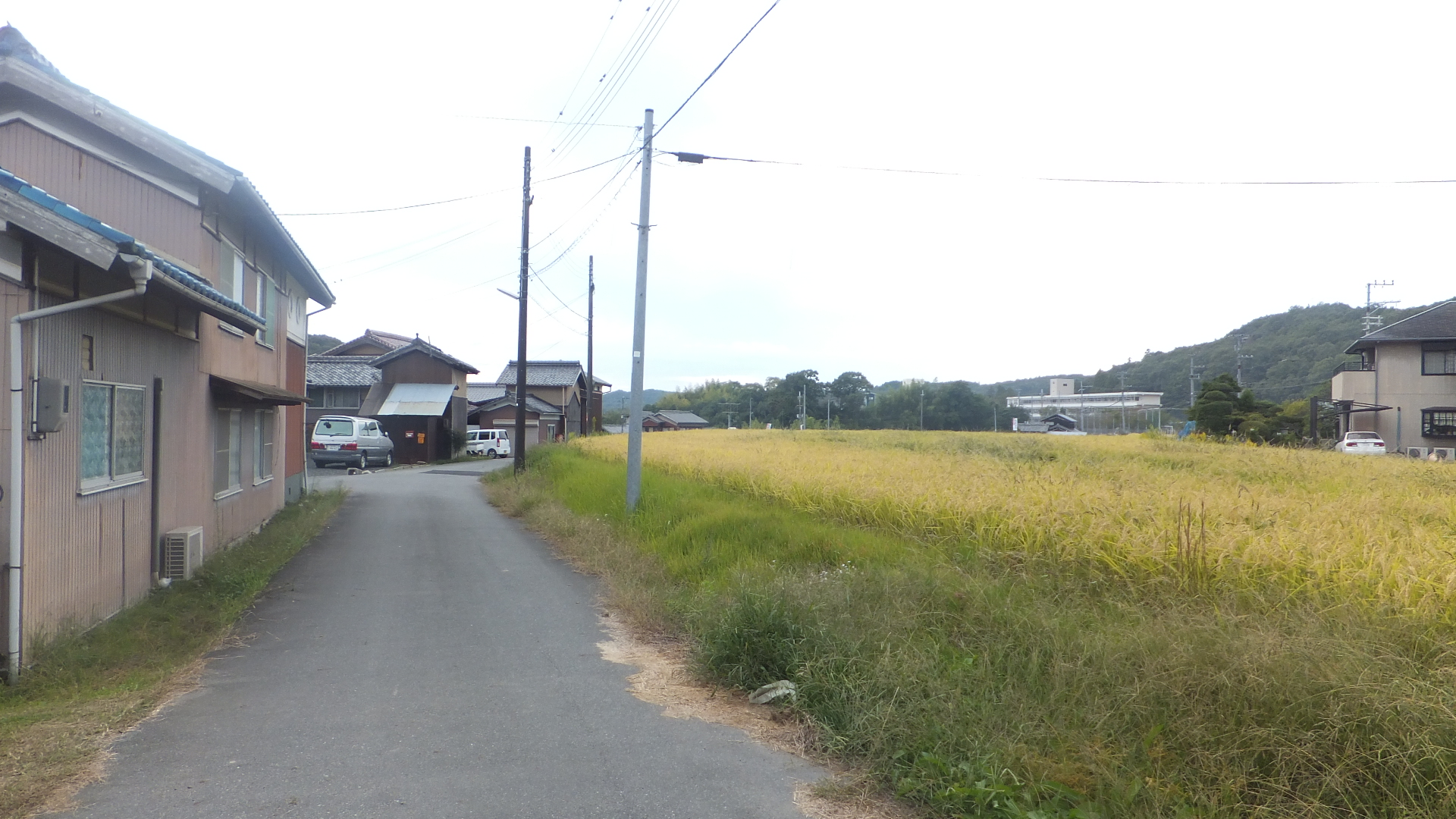
細川町増田の街並み

細川地区の中央部に位置しており、古くから開拓されてきた土地である。古くは小川庄の入り口であり、平坦な土地であることから開発が早く進んだ。ただし、大歳神社・薬師堂が立地する周辺は地内の西の端にあるため中心部より遅れて開発された。地名の由来は開発で田園地帯が増えたことによる。東側と南側は細川町垂穂、西側は細川町細川中、北側は細川町豊地に接する。

## 歴史
- 1889年 - 町村制施行により、増田村から美嚢郡細川村大字増田となる。
- 1954年6月1日 - 三木市新設に伴い、三木市細川町増田になる[6]。
- 1967年6月 - 日本ジャバラ工業三木工場が当地内に完成する[7]。

### 字域の変遷
| 実施前               | 実施年       | 実施後           |
| -------------------- | ------------ | ---------------- |
| 美嚢郡細川村大字増田 | 1954年6月1日 | 三木市細川町増田 |

## 世帯数と人口
2022年（令和4年）2月28日現在の世帯数と人口は以下の通りである。
| 町丁       | 世帯数 | 人口  |
| ---------- | ------ | ----- |
| 細川町増田 | 59世帯 | 120人 |

## 小・中学校の学区
市立小・中学校に通う場合、学区は以下の通りとなる。
| 番地 | 小学校             | 中学校             |
| ---- | ------------------ | ------------------ |
| 全域 | 三木市立豊地小学校 | 三木市立星陽中学校 |

## 施設

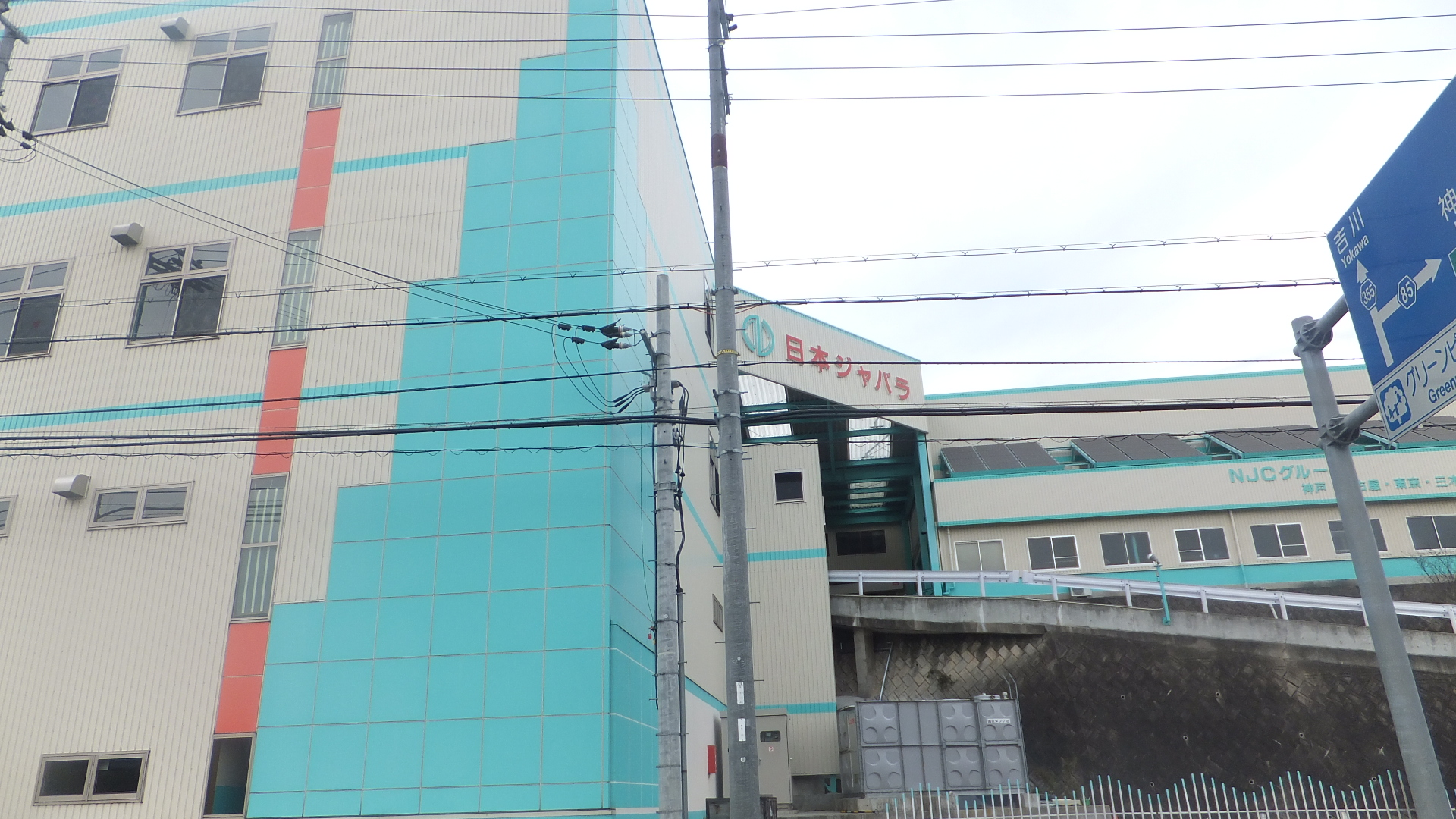
日本ジャバラ工業三木工場
- 協和商会三木工場
- 大歳神社[5]
- 薬師堂[5]
- 増田公民館
- 増田ふるさと公園

- 日本ジャバラ工業三木工場

### 過去に存在していた施設
- 三木市立細川中学校

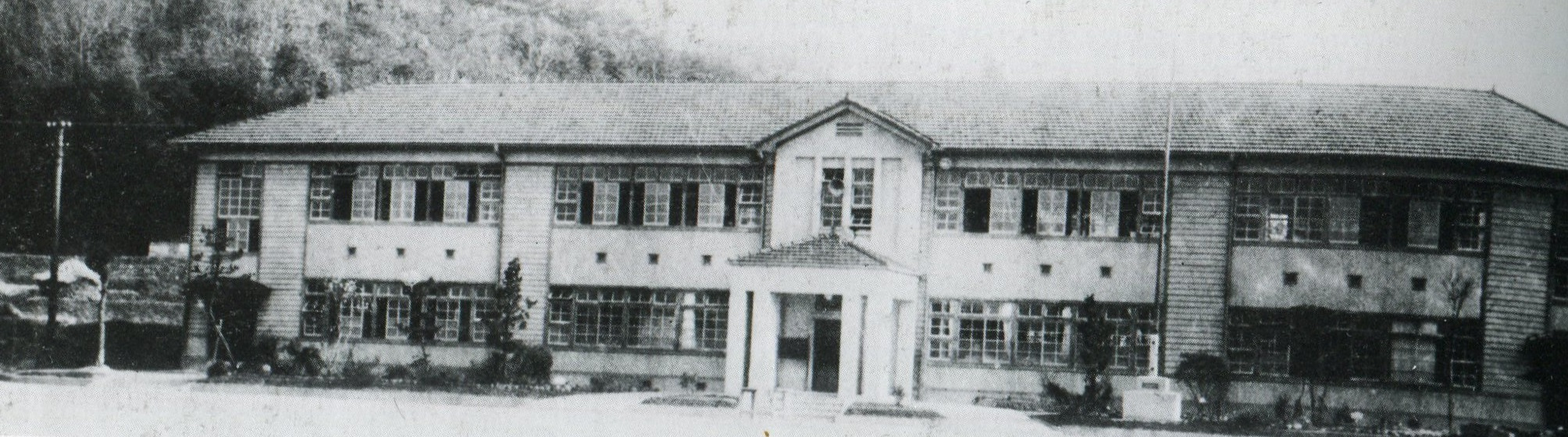
細川中学校

## 交通

### 鉄道
地内に鉄道は走っていない。

### バス
- 神姫バス
- みっきぃバス

### 道路

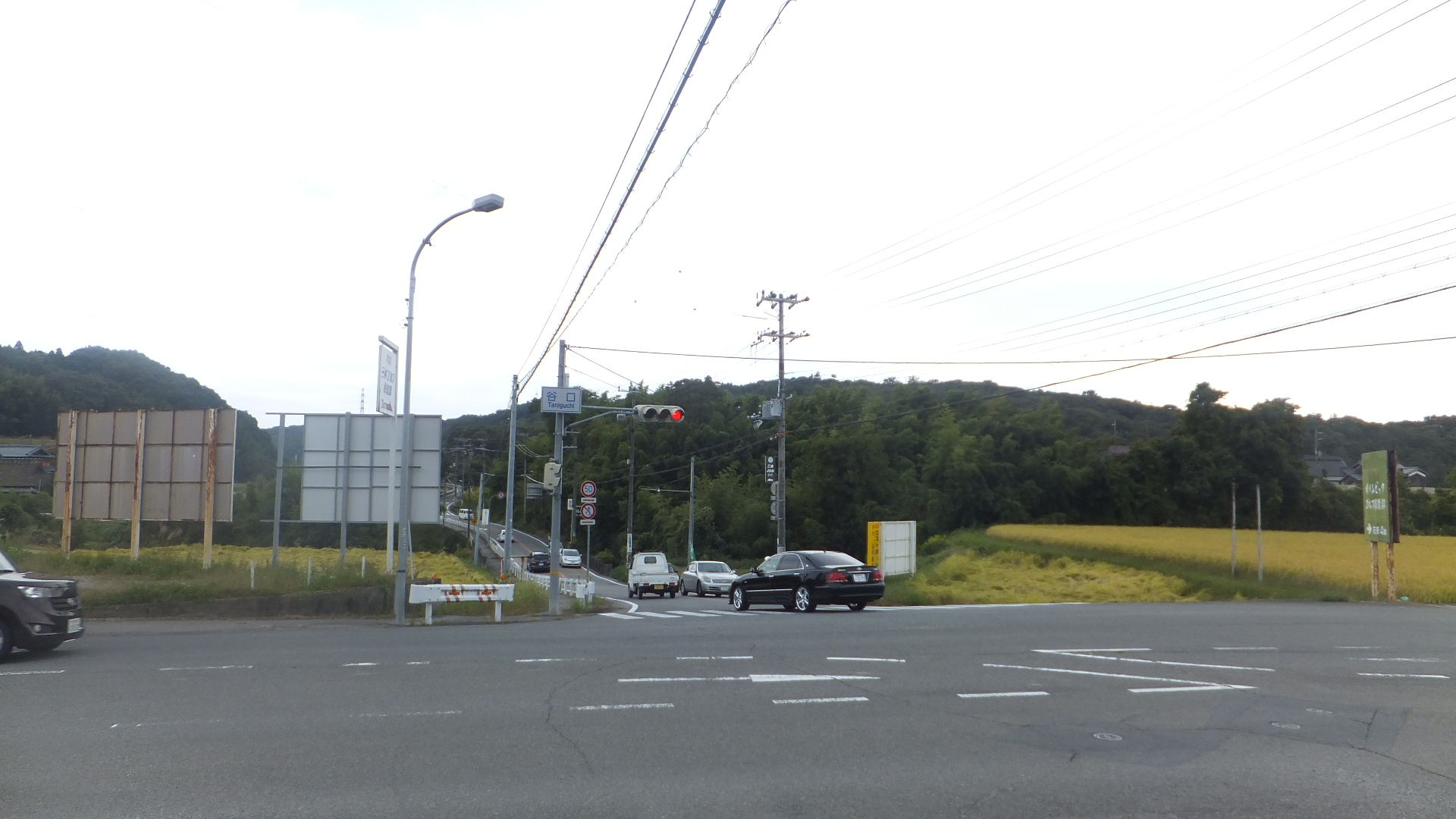
兵庫県道85号神戸加東線
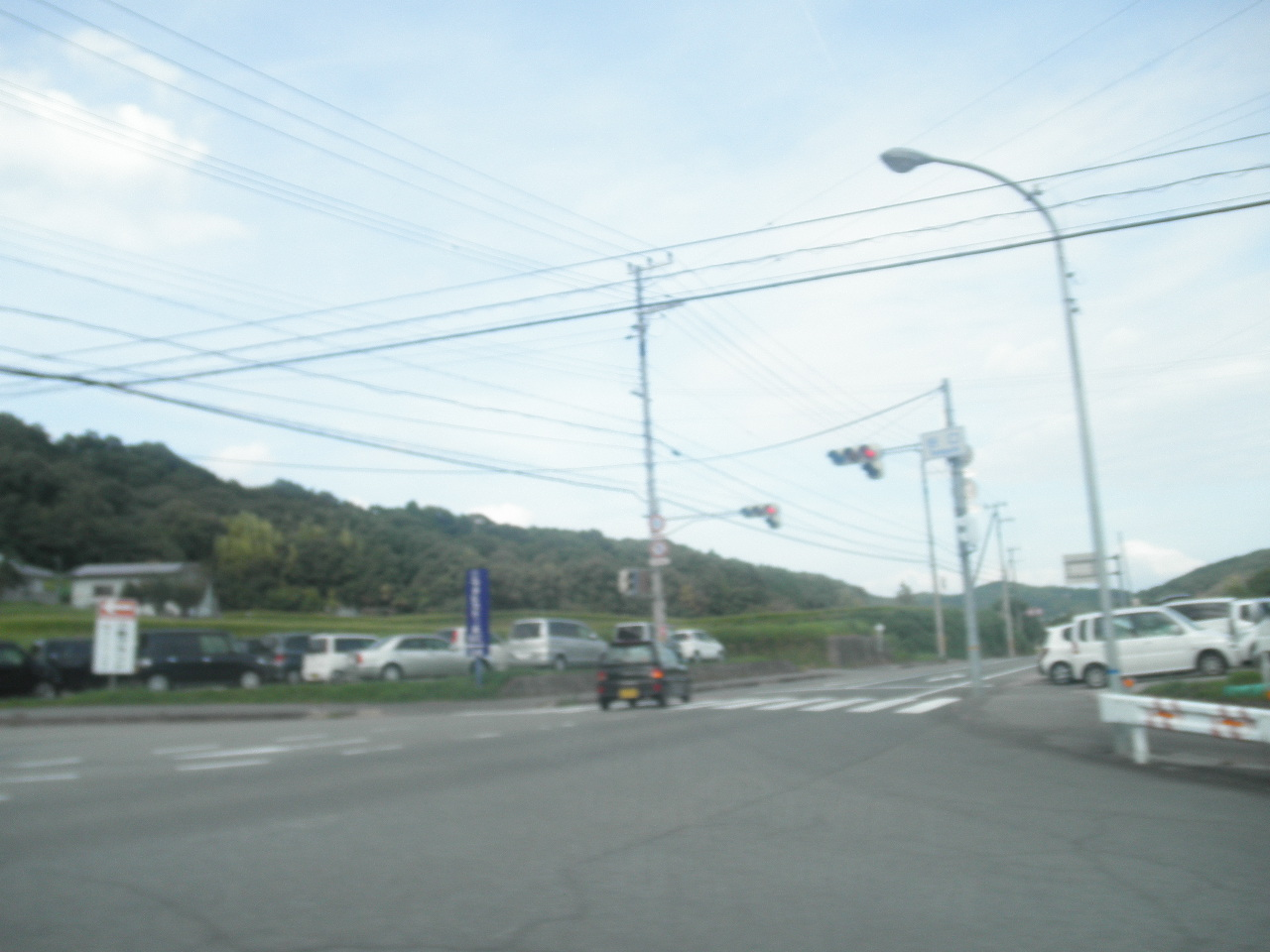
兵庫県道355号楠原三木線

- 兵庫県道85号神戸加東線
- 兵庫県道355号楠原三木線